# Spinalonga
Spinalonga (tiếng Hy Lạp: Σπιναλόγκα) là một hòn đảo nằm trong vịnh Elounda ở phía đông bắc đảo Crete, thuộc tỉnh Lasithi, Hy Lạp. Nó cũng được gán thêm cho khu vực hoang đảo Kalydon. Hòn đảo nằm gần Bán đảo Spinalonga, nơi thường gây ra sự nhầm lẫn vì tên giống nhau được sử dụng cho cả hai. Tên chính thức theo tiếng Hy Lạp của hòn đảo ngày nay là Kalydon.
Trong thời kỳ Cộng hòa Venezia, muối được khai thác ở khu vực xung quanh đảo. Hòn đảo này cũng được sử dụng như một khu những người bị bệnh phong và nó đã xuất hiện trong tiểu thuyết, phim truyền hình và phim ngắn.

## Tên
Theo các tài liệu Venezia thì tên của hòn đảo có nguồn gốc từ tiếng Hy Lạp στην Ελούντα stin Elounda (nghĩa là "tới Elounda"). Người Venezia không thể hiểu cái tên đó và họ sử dụng cái tên theo ngôn ngữ riêng của họ, Spina "cái gai", longa "dài" và cái tên sau đó được duy trì bởi người địa phương. Cái tên đó được lấy theo tên một hòn đảo ở Venezia mà ngày nay được biết đến là Giudecca.

## Lịch sử
Nhờ vị trí chiến lược của nó mà ngay từ những năm đầu nó đã được củng cố để bảo vệ cảng cổ đại Olous. Dân số của Olous và khu vực xung quanh đã bị giảm đáng kế vào giữa thế kỷ thứ 7 bởi các cuộc đột kích của cướp biển Ả Rập ở Địa Trung Hải. Olous bị bỏ hoang cho đến giữa thế kỷ 15 khi người Venezia bắt đầu xây dựng các chảo muối ở vùng nước mặn nông của vịnh Elounda. Sau đó, khu vực này thu được giá trị thương mại to lớn và trở thành khu dân cư. Điều này kết hợp với mối đe dọa nổi lên tới từ Thổ Nhĩ Kỳ, đặc biệt là sau sự sụp đổ của Constantinople vào năm 1453, và các cuộc truy quét cướp biển liên tục, đã buộc người Venezia phải củng cố hòn đảo.
Năm 1578, người Venice yêu cầu kỹ sư Genese Bressani lập kế hoạch xây dựng các công sự trên đảo. Ông đã tạo ra các lô cốt ở những điểm cao nhất của phía bắc và phía nam của hòn đảo cũng như một vòng lũy công sự dọc theo bờ biển để ngăn chặn bất kỳ cuộc đổ bộ nào của kẻ thù lên đảo.  Năm 1579, Luca Michiel của vương quốc Candia đặt viên đá đầu tiên trên đống đổ nát của đô thị cũ. Có hai bản khắc ghi lại sự kiện này, một bản khắc trên cổng chính của lâu đài và một bản khắc trên chân tường thành ở phía bắc. Vào năm 1584, người Venezia nhận thấy rằng các công sự ven biển rất dễ bị kẻ thù tấn công từ các ngọn đồi gần đó, họ quyết định tăng cường phòng thủ bằng cách xây dựng các công sự mới trên đỉnh đồi. Hỏa lực của Venezia do đó sẽ có phạm vi lớn hơn, biến Spinalonga trở thành một pháo đài bất khả xâm phạm trên biển, một trong những pháo đài quan trọng nhất ở lưu vực Địa Trung Hải.
Pháo đài này cùng với Gramvousa và Souda vẫn nằm trong tay người Venezia ngay cả sau khi phần còn lại của đảo Crete đều đã bị người Ottoman chiếm đóng trong thời kỳ Chiến tranh Crete (1645–1669) và cho đến năm 1715, khi những thành lũy cuối cùng này rơi vào tay người Ottoman trong Chiến tranh Ottoman – Venezia (1714–1718). Ba pháo đài này bảo vệ các tuyến đường thương mại của Venezia và cũng là những căn cứ hữu ích trong trường hợp xảy ra cuộc chiến tranh Venezia-Thổ Nhĩ Kỳ mới trên đảo Crete. Nhiều tín đồ Cơ đốc đã tìm nơi ẩn náu trong những pháo đài này để thoát khỏi sự đàn áp từ người Thổ Nhĩ Kỳ-Ottoman.
Năm 1715, người Thổ Nhĩ Kỳ-Ottoman đánh chiếm Spinalonga, tiếp quản pháo đài cuối cùng còn sót lại của người Venezia, xóa sổ hoàn toàn sự hiện diện quân sự của người Venezia khỏi đảo Crete.